# Cardeñuela Riopico
Cardeñuela Riopico är en kommun i Spanien.   Den ligger i provinsen Provincia de Burgos och regionen Kastilien och Leon, i den norra delen av landet, 220 km norr om huvudstaden Madrid. Antalet invånare är 148. Arean är 11,0 kvadratkilometer.
Terrängen i Cardeñuela Riopico är platt.